# Geografia da Música
Geografia da Música é um subcampo tanto da Geografia Humana quanto da Geografia Cultural e Humanista. Inclui o estudo da espacialidade da atividade musical, da produção do espaço urbano a partir da música, das representações do espaço contidas nas músicas e canções e de toda e qualquer relação que liga a música à sua dimensão geográfica. Esse domínio de estudos já é reconhecido em verbetes de dicionários e enciclopédias consagradas como as de Jacques Lévy e Michel Lussault, e de Barney Warf

## Os estudos pioneiros
Os primeiros registros de estudo sobre geografia e o espaço remetem ao etnólogo e arqueólogo Leo Frobenius, discípulo de Friederich Ratzel, que estudou a dispersão de culturas através do estudo da morfologia dos tambores, fundamentais para a formulação da teoria dos Círculos Culturais ou Kulturkreis.
Nominalmente Georges de Gironcourt propõe em 1929 uma Geografia Musical, em artigo publicado no boletim da Societé de Géographie, no qual advoga não só pelo estudo da morfologia dos instrumentos musicais, mas também da espacialidade e difusão de formas musicais, harmonias, cantos e até danças.
Historicamente, a música era puramente uma tradição oral. Com a introdução da radiodifusão na década de 1920, chamado por Murray Schaefer como período esquizofônico, a indústria fonográfica globalizada ganha uma nova dimensão. A partir disso, surge um interesse pela compreensão da produção fonográfica, das políticas culturais, das identidades regionais, dos imaginários e discursos e da espacialidade dos artistas.

## Geografia da Música nos países de língua inglesa
Os estudos seminais sobre geografia e música nos países anglófonos foram realizados por George Carney e Peter Nash, além de David B. Knight. A renovação veio pela influência dos Estudos Culturais, a partir das contribuições da geógrafa cingapurense Lily Kong nos anos 1990. Posteriormente, diversas obras foram lançadas por geógrafos como John Connel, Cris Gibson, Andrew Leyshon, David Matless e George Revill.

## Geografia da Música na França
Atualmente há importantes geógrafas e geógrafos franceses que trabalham o tema da música. Na década de 1990 foram importantes os trabalhos de Jacques Lévy e Jean-Marie Romagnan. A partir da década de 2000, diversos trabalhos foram publicados por Claire Guiu, Yves Raibaud e Nicolas Canova, entre outros. O foco nas pesquisas francesas tem sido as relações entre a música, o território e as identidades ancoradas no espaço.

## Geografia da Música no Brasil e Portugal
No Brasil, o trabalho pioneiro do professor João Baptista Ferreira de Mello, em 1991, sobre as canções da cidade do Rio de Janeiro, abriu uma temática fértil aos estudos geográficos no Brasil. Passadas três décadas, a geografia brasileira já conta com dezenas de teses e dissertações sobre a temática, além de livros e periódicos. Alessandro Dozena tem sido o mais profícuo geógrafo a organizar livros e periódicos sobre o tema, além de coordenar, junto com Marcos Torres, o GT de Geografia Música nos encontros bianuais da Associação Nacional de Pós-Graduação e Estudos em Geografia, a ANPEGE. Marcos Torres tem desenvolvido diversos trabalhos sobre a paisagem sonora, como um tema relacionado à música. Lucas Panitz, por sua vez, buscou sistematizar a produção bibliográfica no Brasil e no mundo. Em seus trabalhos de mestrado e doutorado, premiados pela ANPEGE e CAPES, ele argumenta pelo estabelecimento de uma Geografia da Música focada na diversidade musical do Brasil e da América Latina. Cristiano Nunes Alves possui uma extensa bibliografia dedicada à radiodifusão, ao hiphop e às cenas musicais em relação ao território. Diversas outras geógrafas e geógrafos têm trabalhado sobre a temática, como Julia Andrade, Anita Loureiro, Juliana Costa Cunha Radek, Carolina Deconto Vieira, Villy Creuz, entre outros/as.